# 東小橋
東小橋（ひがしおばせ）は、大阪府大阪市東成区にある町名。現行行政地名は東小橋一丁目から東小橋三丁目。

## 地理
東成区の南西部に位置し、東に玉津、北に中道、西に天王寺区、南に生野区と接している。

## 歴史
昔、この周辺は小橋県（小橋村、木野村、猪飼野村、岡村）と呼ばれていた。東には百済川が流れ、猪飼津橋が架かっており、河内や奈良方面に往来する人々が多かったといわれている。毎年沢山の鶴が飛んできたので、何時とはなくこの地を鶴橋と呼ぶようになった。西に明治28年開通の大阪環状線、南に大正3年開通の近鉄線、地下鉄が走っていて交通の便に恵まれている。北に3,000坪の東小橋公園は桜の花見、盆踊り、土俵が有名である。また、鶴橋駅周辺の鶴橋商店街は全国的に有名で、観光名所として賑わっている。

## 世帯数と人口
2019年（平成31年）3月31日現在の世帯数と人口は以下の通りである。
| 丁目         | 世帯数    | 人口    |
| ------------ | --------- | ------- |
| 東小橋一丁目 | 1,575世帯 | 2,367人 |
| 東小橋二丁目 | 1,030世帯 | 1,743人 |
| 東小橋三丁目 | 1,042世帯 | 1,692人 |
| 計           | 3,647世帯 | 5,802人 |

### 人口の変遷
国勢調査による人口の推移。
| 1995年（平成7年）  | 4,228人 | [ 6 ]  |  |
| 2000年（平成12年） | 4,274人 | [ 7 ]  |  |
| 2005年（平成17年） | 4,812人 | [ 8 ]  |  |
| 2010年（平成22年） | 5,285人 | [ 9 ]  |  |
| 2015年（平成27年） | 5,571人 | [ 10 ] |  |

### 世帯数の変遷
国勢調査による世帯数の推移。
| 1995年（平成7年）  | 1,851世帯 | [ 6 ]  |  |
| 2000年（平成12年） | 2,066世帯 | [ 7 ]  |  |
| 2005年（平成17年） | 2,450世帯 | [ 8 ]  |  |
| 2010年（平成22年） | 2,929世帯 | [ 9 ]  |  |
| 2015年（平成27年） | 3,144世帯 | [ 10 ] |  |

## 学区
市立小・中学校に通う場合、学区は以下の通りとなる。なお、小学校・中学校入学時に学校選択制度を導入しており、通学区域以外に東成区の小学校・中学校から選択することも可能。
| 丁目         | 番・番地等 | 小学校               | 中学校             |
| ------------ | --- | -------------------- | ------------------ |
| 東小橋一丁目 | 1〜13番、14番1〜13号 14番14号（一部）・26〜31号 15〜16番、17番1〜12号 17番13号（一部）・32〜33号 18番1〜12号・28〜33号 19番1〜7号・17〜24号 | 大阪市立中道小学校   | 大阪市立玉津中学校 |
| 東小橋一丁目 | 14番14号（一部）・15〜25号 17番13号（一部）・14〜31号 18番13〜27号 19番8〜16号                                                              | 大阪市立東小橋小学校 | 大阪市立玉津中学校 |
| 東小橋二丁目 | 全域 | 大阪市立東小橋小学校 | 大阪市立玉津中学校 |
| 東小橋三丁目 | 全域 | 大阪市立東小橋小学校 | 大阪市立玉津中学校 |

## 事業所
2016年（平成28年）現在の経済センサス調査による事業所数と従業員数は以下の通りである。
| 丁目         | 事業所数  | 従業員数 |
| ------------ | --------- | -------- |
| 東小橋一丁目 | 243事業所 | 1,808人  |
| 東小橋二丁目 | 97事業所  | 1,167人  |
| 東小橋三丁目 | 404事業所 | 1,659人  |
| 計           | 744事業所 | 4,634人  |

## 交通

### 鉄道
- 大阪市高速電気軌道
  - 千日前線 鶴橋駅（出入口の一部が東小橋に入っている。）

### 道路
- 国道308号
- 大阪府道702号大阪枚岡奈良線（千日前通）

## 施設
- 大阪市立東小橋小学校
- 大阪市立東小橋幼稚園
- 大阪国税局 東成税務署
- 比賣許曾神社
- 東成鶴橋駅前郵便局
- 三井住友銀行 鶴橋支店

## その他

### 日本郵便
- 〒537-0024[3]（集配局：東成郵便局[14]）